# 史奈德步槍
史奈德-恩菲爾德（Snider-Enfield，清代譯作士乃得）是由英國皇家輕武器工廠（RSAF Enfield）配合雅各·史奈德（Jacob Snider）設計的活門式閉鎖閂式槍機研製的一種後裝式單發步槍，發射.577史奈德彈。本槍為英國史上第一種發射類似現代定裝彈的制式步槍，為節省成本加快大量裝備而追近早被制式化的普魯士的德萊賽針發槍，英軍透過機具加工把1853年型恩菲爾德前裝線膛步槍改裝成史奈德樣式的步槍，並一直服役到1871年，然後被馬提尼-亨利步槍（Martini-Henry）所取代。而英屬印度的軍隊則裝備至十九世紀末期才把史奈德步槍完全淘汰。

## 用戶

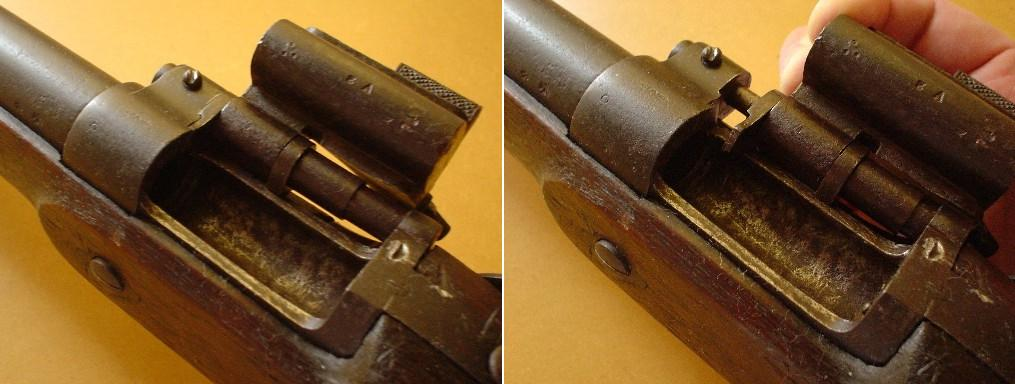
史奈德步槍活門式閉鎖閂（側掀）

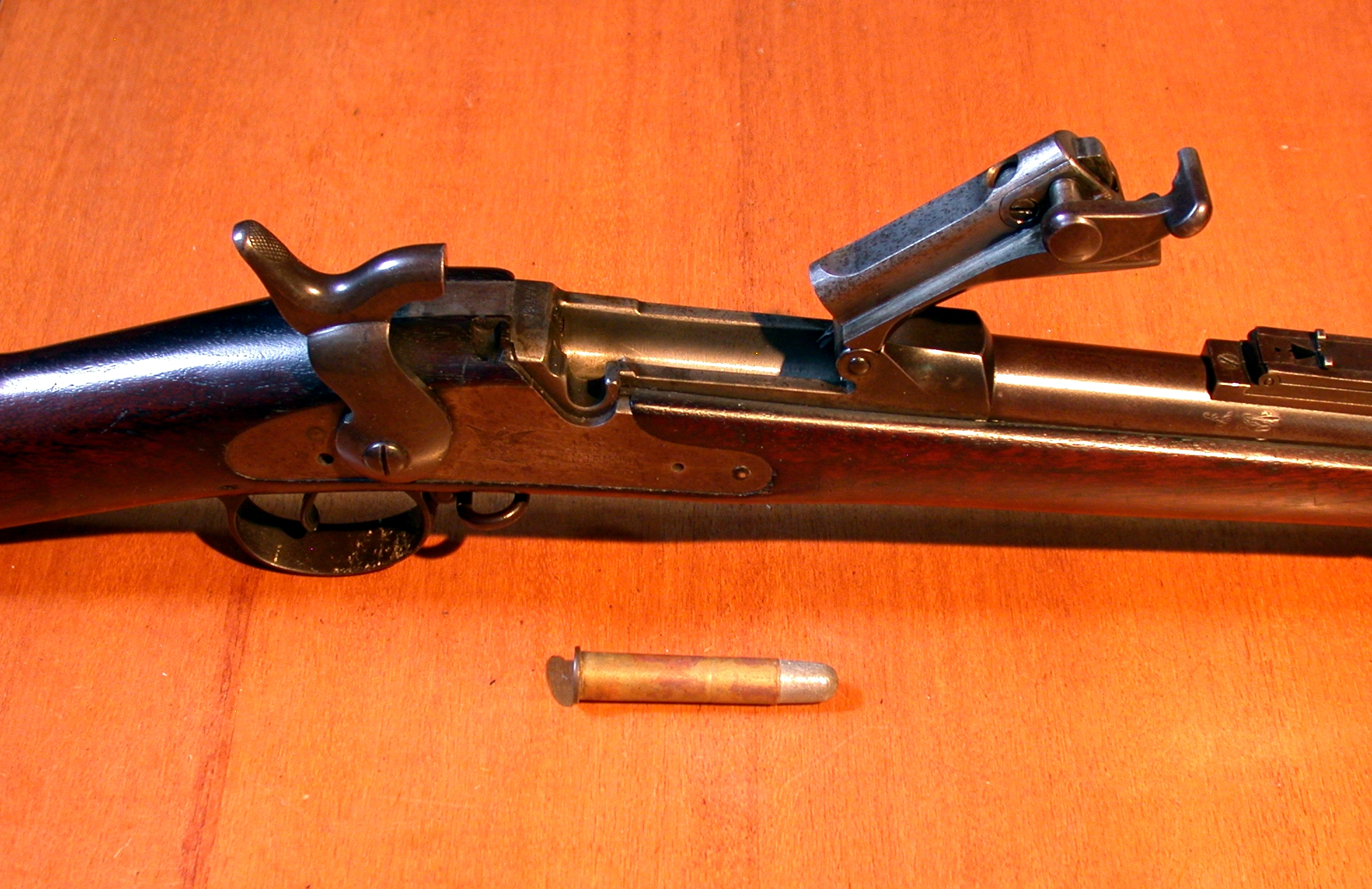
春田 M1888，活門式閉鎖閂（上掀）

### 英國
英軍在1867年起列裝史奈德步槍，並首次在埃塞俄比亞的實戰中投入使用。後來他們在1871年列裝馬提尼-亨利步槍後才將史奈德步槍除役，儘管仍有一些殖民地軍隊裝備至二十世紀開端。

### 中國
1874年，清政府曾向英國購入活門式閉鎖閂機制的轉換套件把原有的恩菲爾德前裝線膛步槍改裝成史奈德-恩菲爾德步槍。另外在1887年，四川機器局也曾仿製過此槍，但沒有投產。

### 日本
明治政府的軍隊也曾裝備史奈德步槍，並首次在1868年的戊辰戰爭中投入使用。這些步槍後來被村田式步槍所取代。儘管如此，國民義勇隊在二戰期間仍有裝備。

## 使用國
- 埃及
- 大日本帝国
- 朝鮮國
- 奥斯曼帝国
- 葡萄牙
- 大清
- 大英帝国及殖民地

## 另見
- 馬提尼-亨利步槍
- 李-恩菲爾德步槍
- 春田M1873步槍
- 溫徹斯特連發步槍

## 外部連結
- 有關史奈德步槍的介紹 （页面存档备份，存于）
- 史奈德步槍的射擊片段 （页面存档备份，存于）